# HNK 리예카
HNK 리예카(HNK Rijeka)는 크로아티아 리예카를 연고로 하는 축구 클럽이며 현재는 프르바 HNL에 참가하고 있다.

## 구단 개요
축구 클럽은 오스트리아-헝가리 제국에서 "Club Sportivo Olimpia"라는 이름으로 1904년에 설립되었다. 따라서 여전히 존재하는 크로아티아에서 가장 오래된 축구 클럽이다. 그 결과 클럽은 1918년 1월에 올림피아로 이름이 바뀌었고, 1926년에는 이탈리아 왕국이 이 도시를 합병했을 때 새로운 이탈리아 파시스트 정권의 압력을 받아 US Fiumana로 이름이 바뀌었다. 이 기간 동안 클럽은 이탈리아 세리에 A, 세리에 B, 세리에 C에서 비교적 성공적으로 활약했다.
1946년에 이 도시는 유고슬라비아 군부의 통치를 받았고 당국은 다시 한 번 클럽 이름을 SCF Quarnero로 변경하도록 강요받았다. 그것은 대체 성공으로 유고 슬라비아 1 차 리그에 참가했다. 도시가 공식적으로 새로운 유고슬라비아 연방의 일부가 되고 1954년 새 정권에 의해 도시의 이중 언어권이 폐지되었을 때, 클럽은 마지막으로 NK 리예카로 이름을 바꾸었다. 이후로 이 이름으로 알려져 있다. 그때부터 클럽은 천천히 국가 사다리를 오르기 시작했고 90년대 이후 크로아티아에서 가장 강력한 클럽 중 하나가 되었다.
NK 리예카는 2017년 크로아티아 챔피언 1회 우승, 준우승 7회를 기록했다. 그는 국가 컵 8개, 유고슬라비아 컵 2개, 크로아티아 컵 6개, 크로아티아 축구 슈퍼 컵 1개, 1978년 발칸 컵에서 우승했다. HNK Rijeka의 가장 큰 라이벌은 아드리아 해 더비가 플레이하는 Hajduk Split 팀인 Dinamo Zagreb이다. , 풀라의 이스트리아와 도시 라이벌 오리엔트. Dinamo Zagreb 및 Hajduk Split과 함께 NK Rijeka는 가장 트로피를 많이 획득한 크로아티아 축구 클럽이다.

## 성적
- 유고슬라비아 컵 (2회 우승): 1977–78, 1978–79
- 크로아티아 컵 (2회 우승): 2004–05, 2005–06
- 발칸컵 (1회 우승): 1978

## 선수 명단

### 현역
참고: FIFA 자격 규정에 따라 소속된 국가대표팀 국기를 표시합니다. 선수는 복수의 FIFA 비회원국 국적을 가지고 있을 수 있습니다.
| 번호 | 포지션 | 국적                  | 이름              |
| ---- | ------ | --------------------- | ----------------- |
| 6    | DF     | 보스니아 헤르체고비나 | 스체판 라델리치   |
| 13   | GK     | 보스니아 헤르체고비나 | 마틴 즐로미스리치 |

| 번호 | 포지션 | 국적     | 이름              |
| ---- | ------ | -------- | ----------------- |
| 99   | GK     | 세르비아 | 알렉사 토도로비치 |

## 역대 감독
| 감독                  | 임기        |
| --------------------- | ----------- |
| 블라디미르 베아라     | 1967 ~ 1968 |
| 미로슬라브 블라제비치 | 1979 ~ 1980 |
| 요시프 스코블라르     | 1983 ~ 1986 |
| 요시프 스코블라르     | 1995 ~ 1996 |
| 드라간 스코치치       | 2005 ~ 2006 |
| 드라간 스코치치       | 2012        |